# Blackpool
Blackpool (141 900 ab. nel 2010) è un borough e autorità unitaria del Regno Unito nella contea inglese del Lancashire; affaccia sul mare d'Irlanda e dista 48 km da Liverpool e 64 da Manchester.
Blackpool è stata - ed è tuttora - una delle località balneari più visitate d'Inghilterra.
Ciò è dovuto alla sua vicinanza con le grandi aree industrializzate del nord, a cui è collegata con un efficiente sistema di strade e ferrovie.

## Origini del nome
Si suppone che il nome Blackpool derivi dal colore delle acque di un canale di scolo che, collegando le vicine torbiere al mare, presentavano un colore scuro. Un'origine simile la presenta il nome Dublino.

## Storia

### Origini
Le ossa di un animale vissuto 12.000 anni fa, il Carelton Elk, furono trovate nel 1970 vicino a Blackpool assieme con delle punte di freccia, fornendo una prova di un insediamento umano sulla Fylde fin dal Paleolitico.
La Fylde è stata anche la patria di una tribù di Britanni, i Setantii ("abitanti dell'acqua"), una sottotribù dei Briganti che dall'anno 80 d.C. circa erano controllati dai Romani dal loro forte a Dowbridge, Kirkham. Durante l'occupazione romana la zona è stata ricoperta di boschi di querce. Per tutto il medioevo, data la scarsa salubrità dell'area, continuarono ad esistere solamente piccoli insediamenti popolati da genti anglo-sassoni e vichinghe.

### I bagni
Verso la metà del XVIII secolo, iniziò a diffondersi, in tutta la nobiltà inglese, la moda dei bagni di mare per curare malattie e problemi fisici. Nel 1781 venne costruita una strada privata, la prima nella zona, venne poi inaugurato un servizio di diligenze per Manchester ed Halifax. Furono aperti inoltre quattro alberghi e un tiro a segno. Nel 1801 vi erano 481 residenti. Blackpool continuò a crescere e, nel 1819, Henry Banks, considerato il padre fondatore di Blackpool, acquistò alcuni terreni sui quali costruì le prime case per i vacanzieri. L'opera di urbanizzazione dell'area venne continuata dal figliastro di Banks, John Cocker, che finanziò la costruzione di nuove abitazioni.

### Il boom turistico

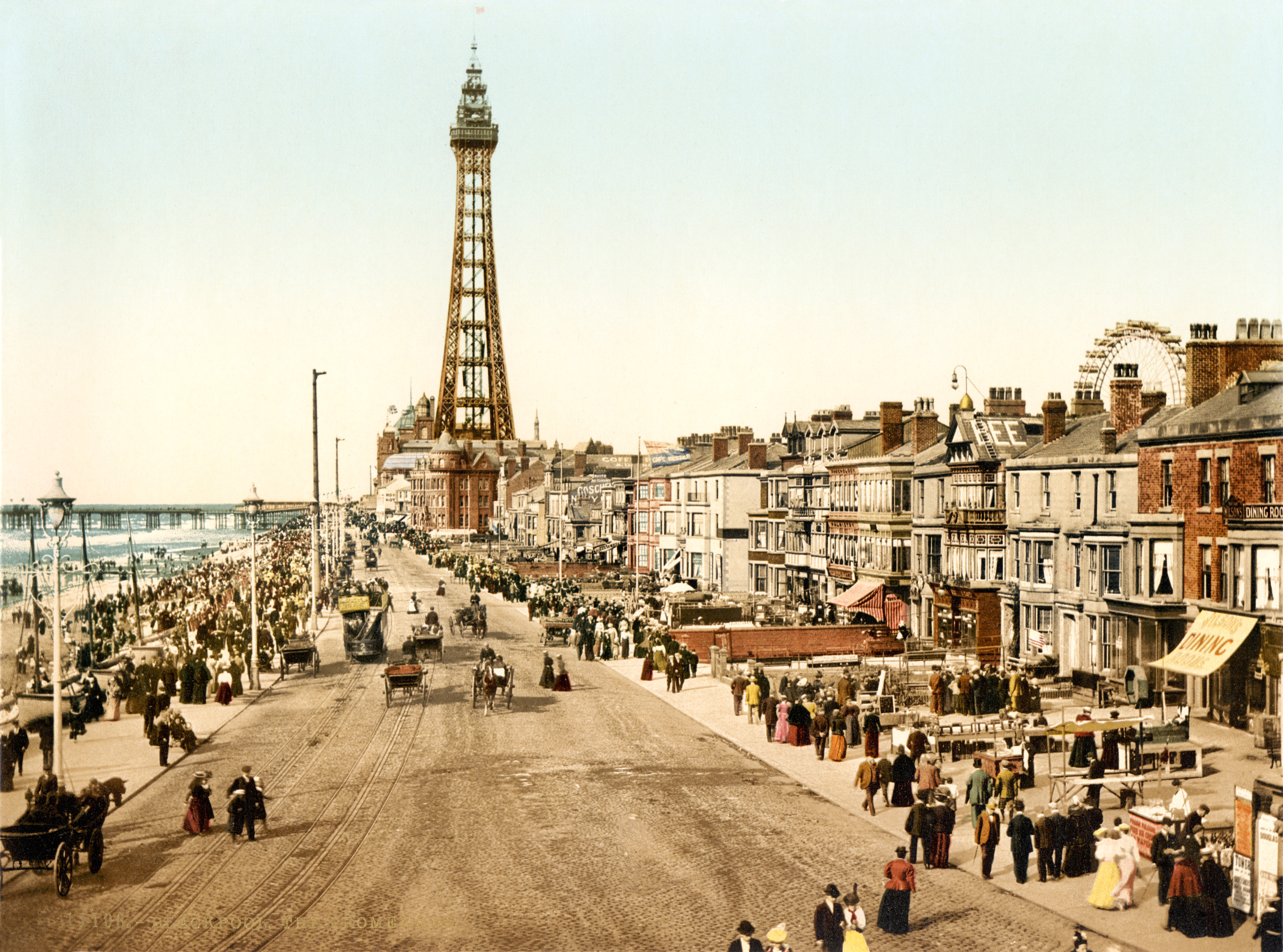
Il lungomare nel 1898. Sullo sfondo la Blackpool Tower.

L'evento che segnò l'inizio dell'epoca d'oro di Blackpool fu l'arrivo della ferrovia. Sempre in quel periodo la vicina Fleetwood declinò come centro vacanziero e Blackpool, molto semplicemente, ne prese il posto come meta preferita dei turisti. L'arrivo sempre maggiore di vacanzieri stimolò gli imprenditori locali a costruire nuove case e per migliorare la qualità della città, nel 1852, venne inaugurato il sistema d'illuminazione a gas. Ad aumentare gli arrivi furono anche i proprietari dei grandi stabilimenti delle vicine città industriali che, chiudendo ogni fine settimana gli impianti per riparare o aggiustare i macchinari, favorivano l'esodo degli operai verso la costa. Tra il 1863 ed il 1893 furono completati i tre grandi pontili, ciò rendeva Blackpool l'unica città del Regno Unito ad averne tre. Vennero inoltre costruiti parchi pubblici e un teatro d'opera, il secondo più grande dopo quello di Londra. Nel 1876 Blackpool venne dichiarata borough ed il nipote di Banks divenne il primo sindaco.

### L'elettricità
Nel 1879 Blackpool inaugurò il suo nuovo sistema d'illuminazione stradale. Era un'anteprima mondiale assoluta poiché si trattava d'illuminazione elettrica. Grazie all'elettricità fu possibile anche aprire un rapido sistema di trasporto urbano, tra il 1885 ed il 1889 si costruirono diverse linee tranviarie. Nel 1890 la popolazione toccò i 35.000 abitanti. Quattro anni dopo s'inaugurarono due monumenti-simbolo della città: il Teatro e la Blackpool Tower.

### Il '900
Nel 1930 Blackpool ospitò 7.000.000 di vacanzieri, più di qualunque sua altra concorrente. Fu bombardata una sola volta nella seconda guerra mondiale, questo proprio per volontà di Adolf Hitler. Egli infatti decise che vi avrebbe soggiornato una volta invasa l'Inghilterra a seguito dell'Operazione Seelöwe. Nei decenni successivi, nonostante la crisi del tessile, i turisti arrivarono a milioni, toccando perfino i 17.000.000 di presenze.

### Blackpool Pleasure Beach
Dal 1896 la città è sede di Blackpool Pleasure Beach, che, con le sue 39 attrazioni, è il più grande parco di divertimento del Regno Unito. Nel 2011 Pleasure Beach è entrato nella Top Ten dei migliori parchi di divertimento.

## Amministrazione

### Gemellaggi
Blackpool è gemellata con:
- Bottrop

## Sport
La squadra di calcio è il Blackpool Football Club, squadra che nella stagione 2010/2011 ha fatto il proprio debutto nella Premier League, dopo 40 anni di assenza dalla massima divisione inglese. I Seasiders nel 1953, dopo una combattutissima finale con il Bolton Wanderers, vinsero l'FA Cup. Lo stadio del Blackpool è il Bloomfield Road.